# 1997년 부천국제판타스틱영화제
제1회 부천국제판타스틱영화제는 1997년 8월 29일부터 9월 5일까지 개최되었다. 미국의 영화 감독 로저 코먼이 경쟁 부문 심사위원장을 맡았으며, 영화제의 홍보대사인 페스티벌 레이디에는 대한민국의 배우 강수연이 선정되었다.
조르주 멜리에스 감독의 《달세계 여행》 (멜리에스 특별전)으로 영화제가 시작되었으며, 임호의 《키친》으로 영화제가 막을 내렸다.
폐막작으로 상영된 임호 감독의 《키친》이 베스트 오브 부천상을 수상했으며 매슈 브라이트 감독의 《프리웨이》가 주어리 초이스, 스콧 레이놀즈 감독의 《어글리》가 시티즌 초이스, 장윤현 감독의 《접속》이 네티즌 초이스 상을 각각 수상했다.

## 상영작
|        | 제목            | 영어 제목 | 감독            | 제작 국가 |
| ------ | --------------- | --------- | --------------- | --------- |
| 개막작 | 멜리에스 특별전 |           | 조르주 멜리에스 | 영국      |

### 부천 초이스
부천 초이스 부문 상영작은 다음과 같다.
| 제목           | 영어 제목      | 감독                   | 제작 국가            |
| -------------- | -------------- | ---------------------- | -------------------- |
| 다크랜드       | Darklands      | 줄리언 리처즈          | 영국                 |
| 프리웨이       | Freeway        | 매슈 브라이트          | 미국                 |
| 영웅 갈가메스  | Galgameth      | 숀 맥나마라            | 미국                 |
| 카르미나       | Karmina        | 가브리엘 펠르티에      | 캐나다               |
| 키친 (폐막작)  | Kitchen        | 임호                   | 홍콩, 일본           |
| 루나 에 랄트라 | Luna E L'altra | 마우리치오 니체티      | 이탈리아             |
| 패시지         | Passage        | 주라즈 헤르츠          | 체코, 프랑스, 벨기에 |
| 레트로액티브   | Retroactive    | 루이스 모너            | 미국                 |
| 세인트클라라   | Saint Clara    | 아리 폴먼, 오리 사이반 | 이스라엘             |
| 떼시스         | Tesis          | 알레한드로 아메나바    | 스페인               |
| 어글리         | The Ugly       | 스콧 레이놀즈          | 뉴질랜드             |
| 접속           | The Contact    | 장윤현                 | 대한민국             |

### 한국 애니메이션의 재발견
상영작은 다음과 같다
| 제목                 | 영어 제목                      | 감독   | 제작 국가 |
| -------------------- | ------------------------------ | ------ | --------- |
| 흥부놀부             | Hungbu & Nolbu                 | 강태웅 |           |
| 콩쥐 팥쥐            | Kongjui & Patchui              | 강태웅 |           |
| 십오 소년 우주표류기 | Space Adventure of 15 Children | 강한영 |           |
| 엄마찾아 삼만리      | From Apennin to Andes          | 강한영 |           |
| 별나라 삼총사        | Space of 3 Musketeers          | 강한영 |           |
| 삼총사 타임머신 001  | Time Machine 001               | 강한영 |           |

### 회고전
홍콩 뉴웨이브 미니 회고전
| 제목     | 영어 제목           | 감독   | 제작 국가 |
| -------- | ------------------- | ------ | --------- |
| 첩혈가두 | Bullet in the Head  | 오우삼 | 홍콩      |
| 최후승리 | Final Victory       | 담가명 | 홍콩      |
| 성항기병 | Long Arm of the Law | 맥당웅 | 홍콩      |

한국영화 회고전
| 제목              | 영어 제목           | 감독   | 제작 국가 |
| ----------------- | ------------------- | ------ | --------- |
| 군번없는 용사     | Kunbonomnun Yongsa  | 이만희 | 대한민국  |
| 미워도 다시 한 번 | Miwodo Tashi Hanbon | 정소영 | 대한민국  |
| 석가모니          | Sukkamoni           | 장일호 | 대한민국  |
| 오부자            | Obuja               | 권철휘 | 대한민국  |
| 이조여인 잔혹사   | Yijoyoin Chanhoksa  | 신상옥 | 대한민국  |
| 천년호            | Chonyon Ho          | 신상옥 | 대한민국  |
| 하녀              | Hanyo               | 김기영 | 대한민국  |
| 장군의 수염       | Changgun-ui Suyom   | 이성구 | 대한민국  |
| 남자기생          | Namja Kisaeng       | 심우섭 | 대한민국  |
| 백면검귀          | Paekmyon Gomgwi     | 권영순 | 대한민국  |

## 심사위원
공식경쟁 장편영화부문 심사위원
- 로저 코먼, 미국의 영화 감독 (심사위원장)
- 최은희, 대한민국의 배우
- 어빈 커슈너, 미국의 영화 감독
- 막문위, 홍콩의 배우
- 마리아 슈나이더, 프랑스의 배우
- 데라사와 부이치, 일본의 만화가

## 수상
- 베스트 오브 부천: 《키친》 (임호)
- 주어리 초이스: 《프리웨이》 (매슈 브라이트)
- 시티즌 초이스: 《어글리》 (스콧 레이놀즈)
- 네티즌 초이스: 《접속》 (장윤현)

## 논란
경쟁 부문 초청작 가운데 심사위원 막문위가 주연한 《키친》과 최은희의 남편 신상옥이 제작한 《영웅 갈가메스》가 포함되어 논란이 일기도 했다.